# Mary Strangman
Mary Strangman, née dans le comté de Waterford le 16 mars 1872 et morte à Dún Laoghaire le 30 janvier 1943, est une médecin irlandaise, défenseure de la santé publique et suffragette. Deuxième femme à recevoir le titre de membre du Collège royal de chirurgie en Irlande, elle est également la première femme conseillère municipale de Waterford,.

## Biographie

### Jeunesse et éducation
Née Mary Somerville Parker Mary Strangman le 16 mars 1872, elle est l'avant-dernière des sept enfants de Thomas Handcock Mary Strangman, originaire de Carriganore, Killotteran, dans le comté de Waterford, et de Sarah White Hawkes, originaire de Castle White, dans le comté de Cork. Elle a quatre frères et deux sœurs,,,,. 
Comme son père était un gentleman, Mary Strangman est éduquée à la maison. Ensuite, elle et sa sœur Lucia fréquentent le Collège royal de chirurgie en Irlande (Royal College of Surgeons in Ireland - RCSI) en 1891. Ce College est la première école de médecine en Irlande ou en Grande-Bretagne à permettre aux femmes d'accéder à l'éducation médicale dans des conditions d'égalité avec les hommes. Mary Strangman obtient son diplôme en 1896 et déménage en Angleterre pour acquérir de l'expérience. Elle travaille d'abord comme adjointe de clinique à l’asile du comté de Northumberland. Plus tard, elle travaille comme assistante anesthésiste et assistante obstétricienne dans un hôpital privé pour femmes à Londres. Durant son séjour à Londres, elle donne également des cours de maïeutique à des étudiantes infirmières,,,,.
Mary Strangman est la deuxième femme à recevoir le titre de membre du Royal College of Surgeons in Ireland en 1902 ; la première fut Emily Winifred Dickson en 1893. Un an plus tard, Mary Strangman s'installe à Waterford et ouvre son cabinet. Elle s'engage bénévolement dans des associations caritatives locales en faveur des femmes. Durant cette période, elle s’est concentrée sur le traitement de l’alcoolisme et de la dépendance à la morphine. Elle publie sur ces sujets dans le British Medical Journal et le Journal of Mental Science,,,.

### Activisme pour la santé
Une fois son cabinet installé à Waterford, Mary Strangman s'est de plus en plus impliquée dans l'activisme axé sur la santé des femmes. Elle est cofondatrice de l'Association nationale de santé des femmes d'Irlande (en) à Waterford en 1908. L’objectif principal de l'association est de mobiliser les femmes dans une campagne contre la tuberculose. Il est vite devenu évident que l’un des plus gros obstacles à Waterford était la société locale. En conséquence, l'association a adopté une nouvelle tactique, et lorsque les femmes ont eu le droit de se présenter aux élections du gouvernement local en 1911, Mary Strangman est devenue la première femme conseillère municipale de Waterford,. Elle prend ses fonctions le 15 janvier 1912 et en profite pour mettre en lumière les problèmes locaux liés au logement et à la tuberculose. Après la Première Guerre mondiale, des problèmes de protection sociale apparaissent à Waterford. Mary Strangman réunit les associations caritatives et les organisations bénévoles locales pour les résoudre. Elle se retire de ses fonctions publiques en 1920. En 1923, elle assume le rôle de médecin à l'infirmerie du comté et de la ville de Waterford,,,.

### Militantisme pour le droit de vote
Après avoir prouvé qu’elle était un médecin compétent, Mary Strangman milite pour l’égalité des femmes. Membre de l'Association irlandaise pour le suffrage des femmes et le gouvernement local (en) et de la Ligue irlandaise pour le droit de vote des femmes (en), Mary Strangman forme une branche de l'organisation moins militante, la Munster Women's Franchise League (en), et participe au comité exécutif de la Irishwomen's Suffrage Federation (en) de 1911 à 1917,,,.
En février 1912, avec quatre autres femmes, elle rencontre Augustine Birrell[réf. souhaitée], alors secrétaire en chef pour l'Irlande, où elle demande le droit de vote parlementaire pour les femmes. John Redmond était alors député de Waterford et anti-suffragiste ; les opinions bien arrêtées de Mary Strangman sur le sujet et sa position au sein de la société locale les mettent souvent en désaccord, rendant la situation encore plus difficile[réf. souhaitée].
Mary Strangman continue à pratiquer la médecine presque jusqu’à sa mort. Elle décède le 30 janvier 1943 dans la maison de sa sœur à Dún Laoghaire près de Dublin,.

## Hommage
Le Royal College of Surgeons d'Irlande, en collaboration avec Accenture et Business to Arts, crée une série de huit portraits de femmes leaders historiques dans le domaine de la santé, dévoilée en 2019 dans le cadre de la série Women On Walls,. Ces portraits sont exposés dans la salle du conseil d'administration du College. Le portrait de Mary Strangman est réalisé par Mick O'Dea (en).
Une plaque en son honneur est dévoilée à Waterford le 7 mars 2018.